# Malonaqen
Malonaqen est un roi méroïtique de koush qui a probablement gouverné dans la première moitié du VIe siècle av. J.-C..
Il pourrait être le fils du roi Aramatle-qo et de la reine Amanitakaye. Sa reine consort pourrait être Tagtal, enterrée à Nouri (Nu. 45). 
Il est connu grâce à sa pyramide ainsi que par un cartouche votif de Kawa et d'autres objets à Méroé.

## Sépulture

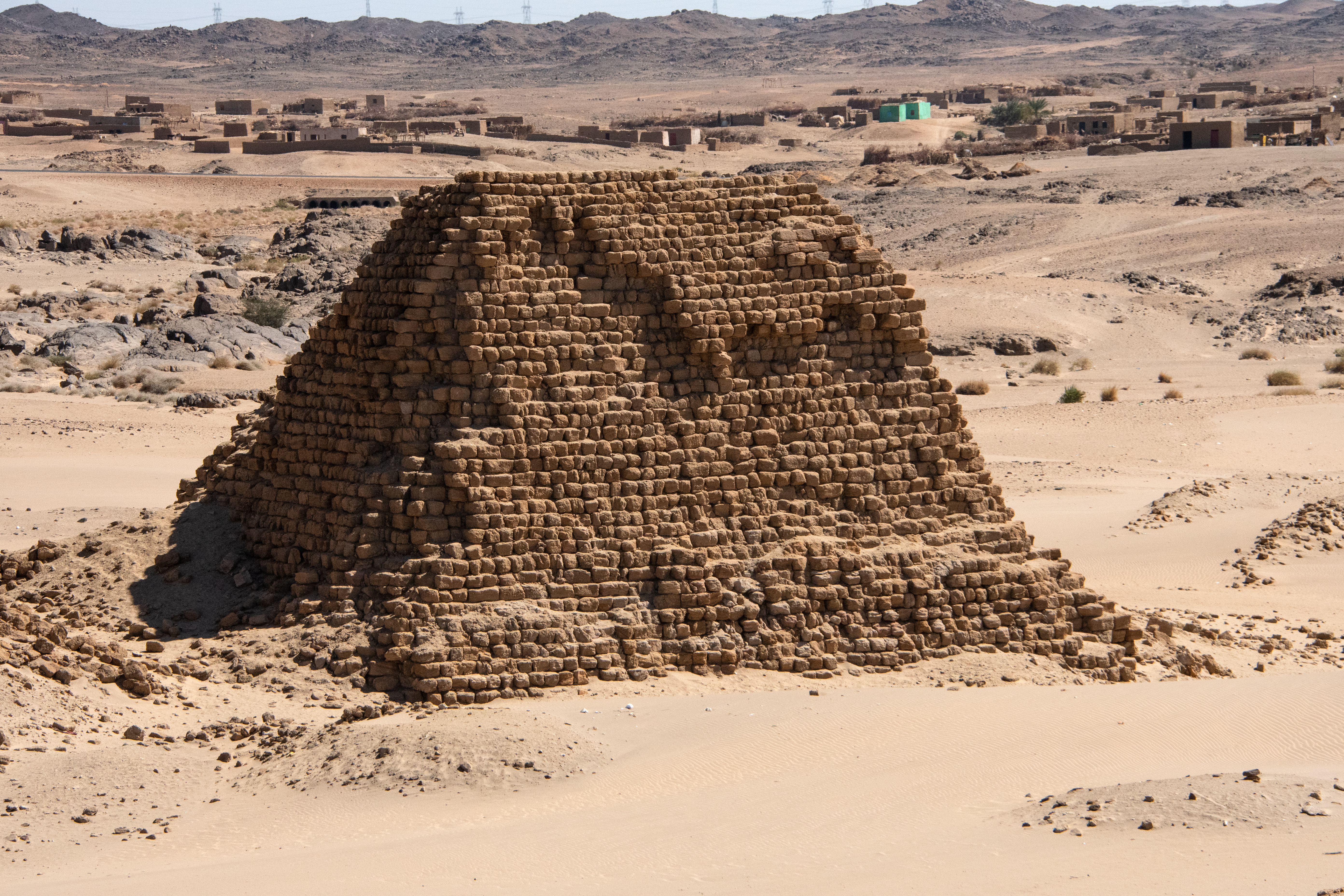
Pyramide de Nouri 5 du roi Malonaqen